# Family Circle Cup 2014 - Qualificazioni singolare
Le qualificazioni del singolare  del Family Circle Cup 2014 sono state un torneo di tennis preliminare per accedere alla fase finale della manifestazione. I vincitori dell'ultimo turno sono entrati di diritto nel tabellone principale. In caso di ritiro di uno o più giocatori aventi diritto a questi sono subentrati i lucky loser, ossia i giocatori che hanno perso nell'ultimo turno ma che avevano una classifica più alta rispetto agli altri partecipanti che avevano comunque perso nel turno finale.

## Teste di serie
Le prime due teste di serie hanno ricevuto un bye per il turno successivo.
1. Zarina Dijas (ultimo turno)
2. Estrella Cabeza Candela (ultimo turno, ritirata)
3. Alla Kudrjavceva (Qualificata)
4. Michelle Larcher de Brito (Qualificata)
5. Aljaksandra Sasnovič (ultimo turno)
6. Victoria Duval (ultimo turno)
7. Belinda Bencic (Qualificata)
8. Alizé Lim (primo turno)

1. Mathilde Johansson (ultimo turno)
2. Danka Kovinić (primo turno)
3. Kiki Bertens (Qualificata)
4. Zheng Saisai (Qualificata)
5. Madison Brengle (ultimo turno)
6. Lesja Curenko (Qualificata)
7. Sesil Karatančeva (ultimo turno)
8. Tamira Paszek (primo turno)

## Qualificate
1. Grace Min
2. Zheng Saisai
3. Alla Kudrjavceva
4. Michelle Larcher de Brito

1. Lesja Curenko
2. Kiki Bertens
3. Belinda Bencic
4. Jarmila Gajdošová

## Tabellone qualificazioni

### Legenda
| - Q = Qualificato - WC = Wild card - LL = Lucky loser | - ALT = Alternate - SE = Special Exempt - PR = Protected Ranking | - w/o = Walkover - r = Ritirato - d = Squalificato |

### 1ª sezione
|  | Primo turno | Primo turno   | Primo turno | Primo turno | Primo turno |  |  | Ultimo turno | Ultimo turno | Ultimo turno | Ultimo turno | Ultimo turno |  |
|  |             |               |             |             |             |  |  |              |              |              |              |              |  |
|  |             |               |             |             |             |  |  |              |              |              |              |              |  |
|  |             |               |             |             |             |  |  | 1            | Zarina Dijas | Zarina Dijas | 1            | 2            |  |
|  |             | Grace Min     | 6           | 63          | 6           |  |  |              | Grace Min    | Grace Min    | 6            | 6            |  |
|  | 10          | Danka Kovinić | 4           | 7           | 2           |  |  |              |              |              |              |              |  |

### 2ª sezione
|  | Primo turno | Primo turno          | Primo turno | Primo turno | Primo turno |  |  | Ultimo turno | Ultimo turno            | Ultimo turno | Ultimo turno | Ultimo turno |  |
|  |             |                      |             |             |             |  |  |              |                         |              |              |              |  |
|  |             |                      |             |             |             |  |  |              |                         |              |              |              |  |
|  |             |                      |             |             |             |  |  | 2            | Estrella Cabeza Candela | 2            | 0            | r            |  |
|  |             | Anastasija Rodionova | 6           | 3           | 4           |  |  | 12           | Zheng Saisai            | 6            | 1            |              |  |
|  | 12          | Zheng Saisai         | 4           | 6           | 6           |  |  |              |                         |              |              |              |  |

### 3ª sezione
|  | Primo turno | Primo turno            | Primo turno | Primo turno | Primo turno |  |  | Ultimo turno | Ultimo turno      | Ultimo turno | Ultimo turno | Ultimo turno |  |
|  |             |                        |             |             |             |  |  |              |                   |              |              |              |  |
|  | 3           | Alla Kudrjavceva       | 2           | 6           | 7           |  |  |              |                   |              |              |              |  |
|  |             | Arantxa Parra Santonja | 6           | 4           | 5           |  |  | 3            | Alla Kudrjavceva  | 5            | 6            | 6            |  |
|  |             | Sanaz Marand           | 6           | 2           | 1           |  |  | 15           | Sesil Karatančeva | 7            | 3            | 2            |  |
|  | 15          | Sesil Karatančeva      | 3           | 6           | 6           |  |  |              |                   |              |              |              |  |

### 4ª sezione
|  | Primo turno | Primo turno               | Primo turno     | Primo turno | Primo turno |  |  | Ultimo turno | Ultimo turno              | Ultimo turno | Ultimo turno | Ultimo turno |  |
|  |             |                           |                 |             |             |  |  |              |                           |              |              |              |  |
|  | 4           | Michelle Larcher de Brito | 4               | 6           | 6           |  |  |              |                           |              |              |              |  |
|  | WC          | Jennifer Elie             | 6               | 1           | 2           |  |  | 4            | Michelle Larcher de Brito | 7            | 5            | 7            |  |
|  | WC          | Alicja Rosolska           | Alicja Rosolska | 2           | 63          |  |  | 13           | Madison Brengle           | 5            | 7            | 63           |  |
|  | 13          | Madison Brengle           | Madison Brengle | 6           | 7           |  |  |              |                           |              |              |              |  |

### 5ª sezione
|  | Primo turno | Primo turno          | Primo turno          | Primo turno | Primo turno |  |  | Ultimo turno | Ultimo turno         | Ultimo turno         | Ultimo turno | Ultimo turno |  |
|  |             |                      |                      |             |             |  |  |              |                      |                      |              |              |  |
|  | 5           | Aljaksandra Sasnovič | Aljaksandra Sasnovič | 7           | 6           |  |  |              |                      |                      |              |              |  |
|  |             | Petra Rampre         | Petra Rampre         | 5           | 1           |  |  | 5            | Aljaksandra Sasnovič | Aljaksandra Sasnovič | 3            | 3            |  |
|  | WC          | Alexandra Mueller    | Alexandra Mueller    | 0           | 2           |  |  | 14           | Lesja Curenko        | Lesja Curenko        | 6            | 6            |  |
|  | 14          | Lesja Curenko        | Lesja Curenko        | 6           | 6           |  |  |              |                      |                      |              |              |  |

### 6ª sezione
|  | Primo turno | Primo turno    | Primo turno    | Primo turno | Primo turno |  |  | Ultimo turno | Ultimo turno   | Ultimo turno   | Ultimo turno | Ultimo turno |  |
|  |             |                |                |             |             |  |  |              |                |                |              |              |  |
|  | 6           | Victoria Duval | Victoria Duval | 6           | 6           |  |  |              |                |                |              |              |  |
|  | WC          | Ellie Halbauer | Ellie Halbauer | 2           | 2           |  |  | 6            | Victoria Duval | Victoria Duval | 4            | 5            |  |
|  |             | Ol'ga Savčuk   | Ol'ga Savčuk   | 4           | 2           |  |  | 11           | Kiki Bertens   | Kiki Bertens   | 6            | 7            |  |
|  | 11          | Kiki Bertens   | Kiki Bertens   | 6           | 6           |  |  |              |                |                |              |              |  |

### 7ª sezione
|  | Primo turno | Primo turno        | Primo turno        | Primo turno | Primo turno |  |  | Ultimo turno | Ultimo turno       | Ultimo turno | Ultimo turno | Ultimo turno |  |
|  |             |                    |                    |             |             |  |  |              |                    |              |              |              |  |
|  | 7           | Belinda Bencic     | Belinda Bencic     | 6           | 6           |  |  |              |                    |              |              |              |  |
|  | WC          | Chan Yung-jan      | Chan Yung-jan      | 3           | 3           |  |  | 7            | Belinda Bencic     | 7            | 2            | 6            |  |
|  |             | Louisa Chirico     | Louisa Chirico     | 1           | 4           |  |  | 9            | Mathilde Johansson | 5            | 6            | 4            |  |
|  | 9           | Mathilde Johansson | Mathilde Johansson | 6           | 6           |  |  |              |                    |              |              |              |  |

### 8ª sezione
|  | Primo turno | Primo turno       | Primo turno       | Primo turno | Primo turno |  |  | Ultimo turno | Ultimo turno      | Ultimo turno | Ultimo turno | Ultimo turno |  |
|  |             |                   |                   |             |             |  |  |              |                   |              |              |              |  |
|  | 8           | Alizé Lim         | 4                 | 6           | 4           |  |  |              |                   |              |              |              |  |
|  | WC          | Taylor Townsend   | 6                 | 2           | 6           |  |  | WC           | Taylor Townsend   | 4            | 7            | 3            |  |
|  |             | Jarmila Gajdošová | Jarmila Gajdošová | 6           | 7           |  |  |              | Jarmila Gajdošová | 6            | 65           | 6            |  |
|  | 16          | Tamira Paszek     | Tamira Paszek     | 3           | 65          |  |  |              |                   |              |              |              |  |